# بيتسفيلد (ويسكونسن)
بيتسفيلد (بالإنجليزية: Pittsfield, Wisconsin)‏ هي بلدة تقع بولاية ويسكونسن في الولايات المتحدة. تبلغ مساحتها 83.3 (كم²)، وترتفع عن سطح البحر 229 م، بلغ عدد سكانها 2433 نسمة في عام 2000 حسب إحصاء مكتب تعداد الولايات المتحدة وتصل الكثافة السكانية فيها 29.2 نسمة/كم2.

## وصلات خارجية
- The US50 - Cities and Towns in Wisconsin State
- Wisconsin Cities and Towns, Facts, Map, Flag, Colleges, Government, and More